# Sjarhej Sidorski

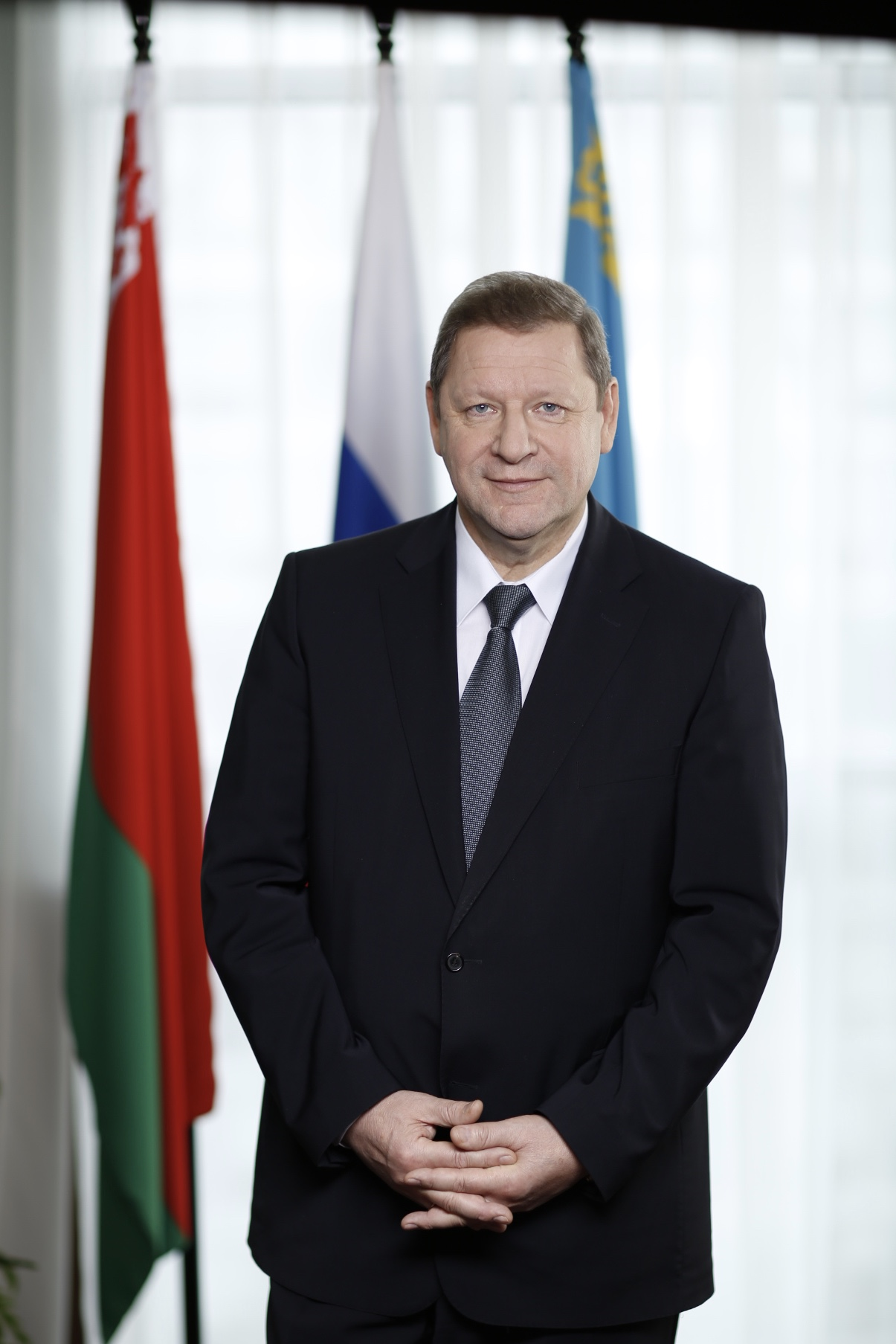
Sjarhej Sidorski (2010)

Sjarhej Sjarhejewitsch Sidorski (* 13. März 1954 in Gomel) war vom Juli 2003 bis Dezember 2010 Regierungschef in Belarus.
Sidorski ist studierter Elektrotechniker. Einen entsprechenden Abschluss erreichte er 1976 am Institut für Eisenbahningenieurwesen der Weißrussischen SSR. Nach dem Studium arbeitete er in der Radiotechnikfabrik seiner Heimatstadt Homel. Bis 1992 stieg er hier vom Meister einer Montagehalle zum Direktor des gesamten Betriebes auf. 1992 wurde er Generaldirektor der Forschungs- und Produktionsvereinigung „Raton“. 1998 wechselte er ins Exekutivkomitee des Homelskaja Woblasz, wo er dessen stellvertretender Vorsitzender war. 2001 gelang Sidorski als einer von mehreren Vize-Ministerpräsidenten der Sprung in die nationale Politikarena von Belarus. 2003 stieg er zum ersten Stellvertreter des Ministerpräsidenten auf. In der belarussischen Regierung arbeitete er im Bereich der Wirtschafts-, Bau-, Verkehrs- und Energiepolitik. Im Dezember 2003 wurde Sidorski Ministerpräsident von Belarus. Nach der Präsidentschaftswahl im Dezember 2010 wurde Sidorski von Michail Mjasnikowitsch als Regierungschef abgelöst.